# Lucy Scherer

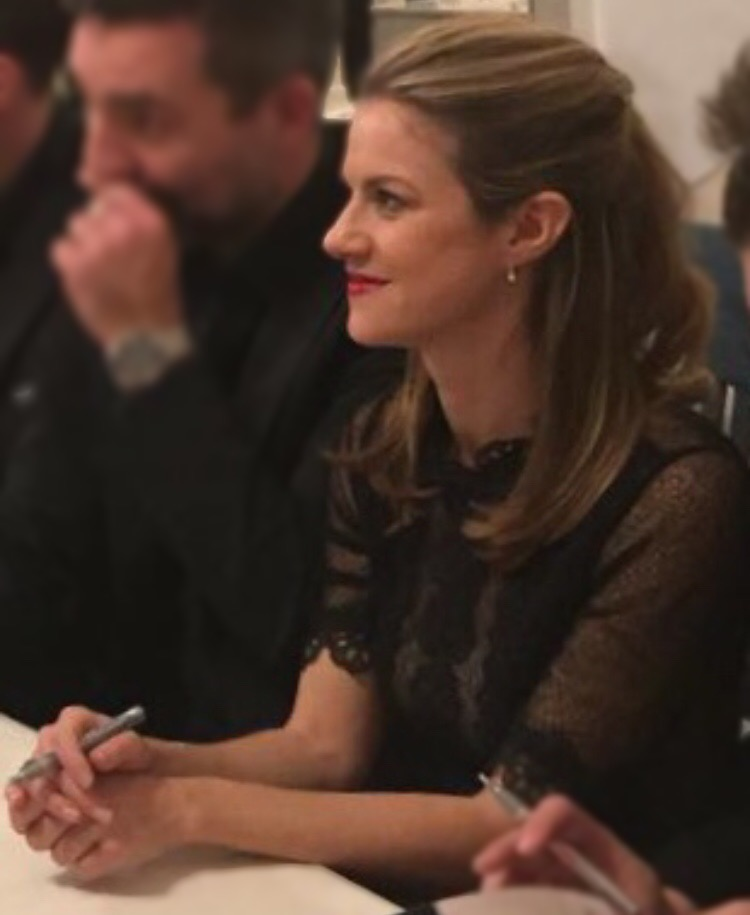
Lucy Scherer

Lucy Barbara Eleonore Scherer (* 5. April 1981 in München) ist eine deutsche Musicaldarstellerin, Sängerin und Schauspielerin.

## Leben
Lucy Scherer wurde in München geboren und wuchs in Regensburg auf. Im Kindesalter nahm sie Ballett- und Klavierunterricht und sammelte später erste Erfahrungen am Stadttheater Regensburg. 1998/1999 verbrachte sie ein Jahr an der School for Creative and Performing Arts in Cincinnati, Ohio und erhielt das „Senior Diploma Musical Theatre/Dance“. Nach dem Abitur am Albertus-Magnus-Gymnasium studierte sie an der Universität der Künste Berlin Musical und Show. Ihr Diplom erhielt sie 2006 mit Auszeichnung. Im gleichen Jahr übernahm sie im Musical Tanz der Vampire im Berliner Theater des Westens die weibliche Hauptrolle der Sarah und spielte 2007 außerdem in der Schweizer Erstaufführung von Les Misérables die Éponine. Von November 2007 bis Januar 2010 übernahm Scherer die Hauptrolle der Hexe Glinda in der deutschen Erstaufführung von Wicked – Die Hexen von Oz am Stuttgarter Palladium Theater. 2010 war sie erneut als Sarah in Tanz der Vampire zu sehen.
Darüber hinaus war Scherer auch für TV-Produktionen tätig. So verkörperte sie von Januar bis September 2011 die Rolle der Jennifer „Jenny“ Hartmann in der Sat.1-Telenovela Hand aufs Herz. Anschließend spielte sie von Dezember 2011 bis April 2012 die Rolle der Ich in Rebecca. Deutschlandweite Bekanntheit erlangte Scherer mit der Rolle der Marlene Schweitzer in der 8. Staffel der ARD-Telenovela Sturm der Liebe. Darin war sie von Juli 2012 bis August 2013 zu sehen. Für einen Gastauftritt kehrte sie im September 2018 zur Serie zurück. Von November 2015 bis April 2016 spielte sie die Rolle der Adrian Pennino in Rocky, erneut im Palladium Theater Stuttgart.
Lucy Scherers Stimmlage ist Sopran. Sie ist Mutter von zwei Kindern.

## Theater-Engagements
- 2004: Furie in Orpheus in der Unterwelt (Hans Otto Theater, Potsdam)
- 2005–2006: Mausi in Cabaret (Bar jeder Vernunft, Berlin)
- 2005–2006: Melanie Flut in Letterland (Neuköllner Oper, Berlin)
- 2006–2007: Sarah in Tanz der Vampire (Theater des Westens, Berlin)
- 2007: Éponine in Les Misérables (Theater St. Gallen)
- 2007–2010: Glinda in Wicked – Die Hexen von Oz (Palladium Theater, Stuttgart)
- 2010: Sarah in Tanz der Vampire (Palladium Theater, Stuttgart)
- 2010–2011: Lulu in Lulu – Das Musical (Tiroler Landestheater, Innsbruck)
- 2011–2012: Ich in Rebecca (Palladium Theater, Stuttgart)
- 2013: Sally Bowles in Cabaret (Tipi am Kanzleramt, Berlin)
- 2014: Magenta in Rocky Horror Show (Domplatz Open Air Theater, Magdeburg)
- 2014–2015: Polly Catlett in Amazing Grace, Deutschland-Tournee
- 2014–2015: Ottilie in Im weißen Rössl (Salzburger Landestheater)
- 2015–2016: Roxane in Cyrano (Theater Bielefeld)
- 2015–2016: Adrian in Rocky (Palladium Theater Stuttgart)
- 2016: Melanie Flut in Letterland (Neuköllner Oper, Berlin)
- 2017: Lisa Carew in Jekyll & Hyde (Musikalische Komödie, Leipzig)
- 2017–2018: Rosalind Franklin/Claire Fraser in Das Molekül (Theater Bielefeld)
- 2018: Christine Colgate in Zwei hinreißend verdorbene Schurken (Theater Heilbronn)
- 2018–2019: Lili Ramada in Annie (Wizemann, Stuttgart)

## Filmografie (Auswahl)
- 2004: Tatort – Vorstadtballade (Gesangsstimme)/Swosh (Musikvideo)
- 2008: 112 – Sie retten dein Leben, Folge 72
- 2011: Hand aufs Herz, Folge 73 bis Folge 234[1]
- 2012–2013, 2018: Sturm der Liebe, Folge 1570 bis Folge 1814 sowie Folge 3000 bis Folge 3002
- 2015: Der Staatsanwalt – Vom Tod gezeichnet
- 2019: Beck is back!, Folge 19
- 2023: Die Rosenheim-Cops, Staffel 22, Folge 20
- 2024: Wicked – Synchronstimme Kristin Chenoweth

## Diskografie
- 2005: Letterland, Berlin
- 2005: von Freisleben[2]
- 2007: Wicked – Die Hexen von Oz, Stuttgart, Original deutscher Cast
- 2008: Wenn Rosenblätter fallen, Studio Cast Aufnahme (Komponist: Rory Six)
- 2010: Die Tagebücher von Adam und Eva, Berlin[3]
- 2010: Lulu das Musical – Gesamtaufnahme, Innsbruck
- 2011: Hand aufs Herz, Soundtrack zur Serie[1]
- 2014: Amazing Grace, ein Chormusical
- 2023: Musical Friends for charity CD (Vol.2)

## Auszeichnungen
- 2011: „German Soap Award – Fanpreis weiblich“ – Jennifer Hartmann – Hand aufs Herz
- 2012: „German Soap Award – Beste Schauspielerin“ – Marlene Schweitzer – Sturm der Liebe